# Tipula (Eumicrotipula) tovarensis
Tipula (Eumicrotipula) tovarensis is een tweevleugelige uit de familie langpootmuggen (Tipulidae). De soort komt voor in het Neotropisch gebied.